# Călinești, Maramureș
Călinești este satul de reședință al comunei cu același nume din județul Maramureș, Transilvania, România.

## Istoric
Prima atestare documentară: 1387 (Vrdugkaloufalva). 

## Etimologie
Etimologia numelui localității: din n. grup călinești < antrop. Călin (< bg. și sl. Kalin, Iordan, 1983; din Calinic, gr. Kallinikos „glorios, învingător", DOR: 26-27) + suf. -ești. 

## Monumente
- Biserica de lemn din Călinești Căeni
- Biserica de lemn din Călinești Susani
- Monumentul Eroilor Români din Al Doilea Război Mondial. În Al Doilea Război Mondial, 64 de militari din comuna Călinești au căzut la datorie. În memoria acestora, locuitorii au dezvelit o placă comemorativă din marmură albă (dimensiuni de 1,60 x 1,80 m), pe peretele bisericii.

## Personalități locale
- Petru Bilțiu-Dăncuș (1863-1907), dascăl eminent.
- Vasile Berci (n.1946), politician, deputat; prefect al jud. Maramureș (decembrie 1996 - octombrie 1997).
- Ion (Jean) Bălin (1947-2006), filosof, diplomat; ambasador al României în Maroc (1997-2001). Vol. Reflecții de semiologia literaturii (1995), Forme și operații logice (1998) etc.
- Ilie Fonta - Secretar de Stat  (Ministerul Cultelor). Autor; Libertatea Religioasa in Lumea Contemporana (Bucuresti, 1994), Analiza unor puncte de vedere si demersuri americane privind libertatea religioasa si proiectul legii cultelor din Romania. Revista Romana de Sociologie, 10 (1999), 1-2, 171-198; ...missing information...